# (2358) Bahner
(2358) Bahner (1929 RE; 1945 TB; 1950 ST; 1964 JD; 1966 UN; 1968 BB; 1971 TO1; 1973 AB; 1974 EE; 1976 SP) ist ein Asteroid des äußeren Hauptgürtels, der am 2. September 1929 vom deutschen (damals: Weimarer Republik) Astronomen Karl Wilhelm Reinmuth an der Landessternwarte Heidelberg-Königstuhl auf dem Westgipfel des Königstuhls bei Heidelberg (IAU-Code 024) entdeckt wurde. Er gehört zur Eos-Familie, einer Gruppe von Asteroiden, die nach (221) Eos benannt ist.

## Benennung
(2358) Bahner wurde nach Klaus Bahner (* 1921) benannt, der Mitarbeiter an der Landessternwarte Heidelberg-Königstuhl war, der besonders bei der Gestaltung großer Teleskope beteiligt war. Das Design der 1,2-Meter-, 2,2-Meter- und 3,5-Meter-Teleskope im Max-Planck-Institut für Astronomie ist auf ihn zurückzuführen. Die Benennung nach Klaus Bahner wurde vom deutschen Astronomen Lutz D. Schmadel vorgeschlagen und vom deutschen Priester und Amateurastronomen Otto Kippes unterstützt.